# Dubbeldeksbus

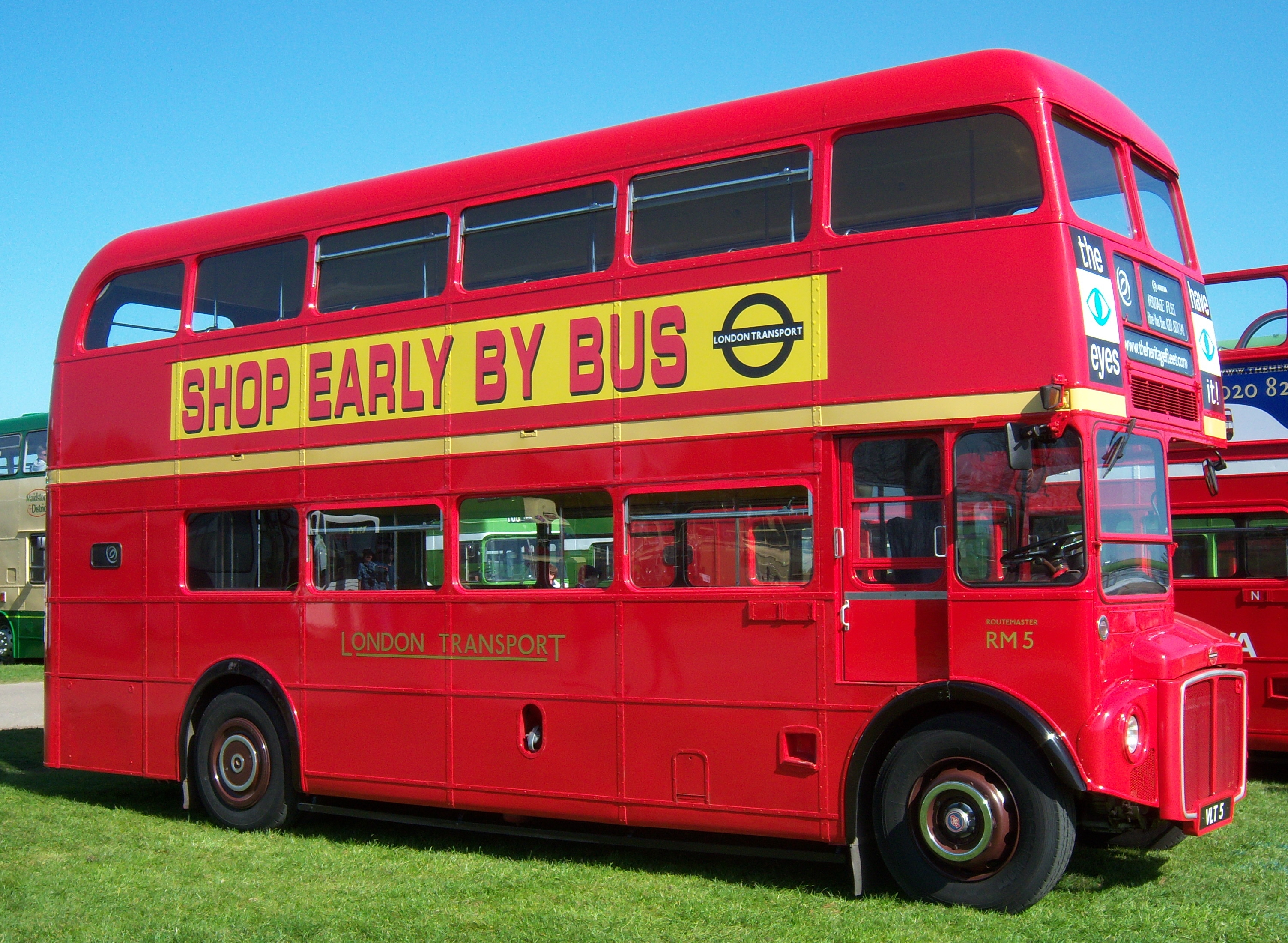
De Routemaster dubbeldekker

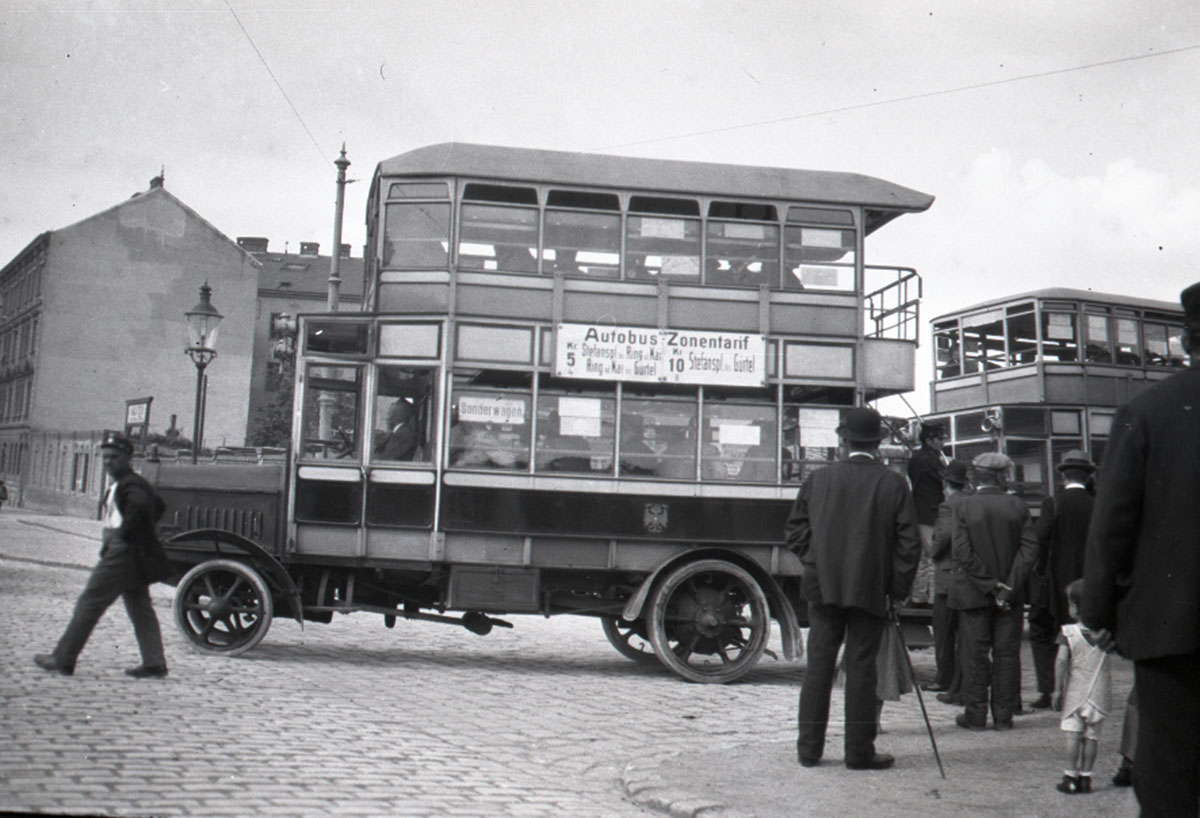
Weense bus 1921

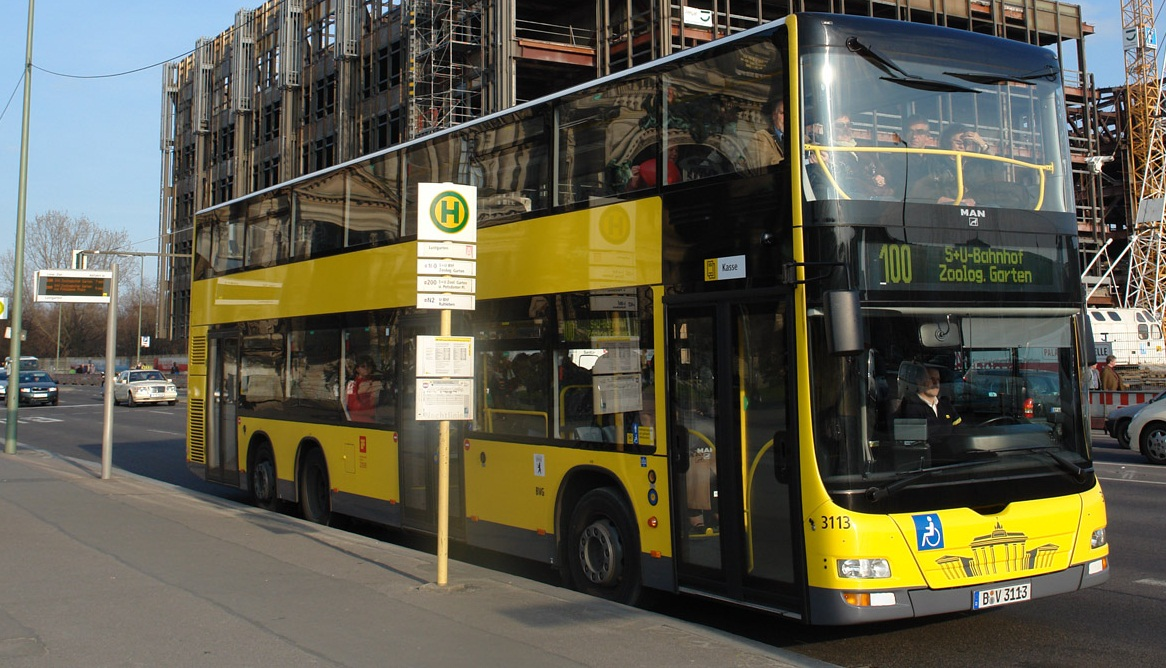
Dubbeldeksbus in Berlijn

Een dubbeldeksbus, ook wel dubbeldekker genoemd, is een bus met twee boven elkaar liggende reizigerscompartimenten. De bekendste dubbeldeksbus is de rode AEC Routemaster die tot 2005 het openbaar vervoer in Londen mede verzorgde. Wanneer de eerste dubbeldeksbus is ingezet is onduidelijk. Wel is zeker dat het een omnibus met paard en wagen was en dat deze al in 1662 reed. In het Verenigd Koninkrijk is het gebruik van dubbeldeksbussen voor stads- en streekvervoer het gebruikelijkst, vooral omdat lange (gelede) bussen wettelijk niet waren toegestaan. In dat land reden ook dubbeldekstrolleybussen, onder meer in Reading en in Londen.

## Toerisme

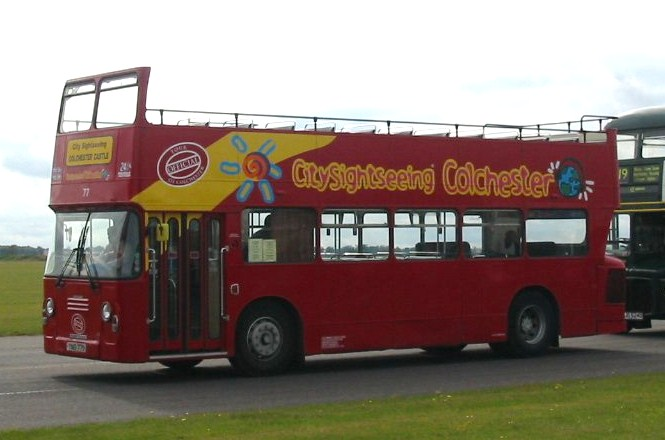
Voor rondritten in de zomer worden vaak dubbeldeksbussen met open bovendek ingezet.

Dubbeldekkers worden ook in de toeristenbranche ingezet. Meestal beslaat het onderste reizigerscompartiment dan niet de gehele lengte van de bus en wordt het achterste deel ervan gebruikt als bagageruimte.
Dubbeldeksbussen met een open bovenverdieping worden gebruikt voor toeristische stadsrondritten. 
Als alternatief voor de dubbeldekker wordt ook de gelede bus ingezet. Die vergt wel meer ruimte op de openbare weg, maar is gelijkvloers, met toch een vergelijkbare capaciteit. De meeste capaciteit biedt een gelede dubbeldeksbus. Deze komt echter weinig voor.

## Nederland en België
In Nederland en België komen dubbeldeksbussen sinds de jaren tachtig voor als touringcar. In het openbaar vervoer komen zij sinds november 2017 voor op de lijn 300 Groningen–Emmen en sinds december 2017 op de lijn 346 Haarlem–Amsterdam Zuid. Er rijden soms ook dubbeldeksbussen op de lijn 312 Groningen–Stadskanaal.

### Geschiedenis
Kort na de Tweede Wereldoorlog waren bij zowel de NMVB in Belgisch Limburg als de LTM in Nederlands Limburg oude Britse dubbeldeksbussen te zien voor mijnwerkersvervoer (en ook even bij de NZH rond Haarlem).
In België was het de firma CreaMobiL uit Schoten die als eerste antieke dubbeldeksbussen inzette bij huwelijken als vervoer voor de suite en het koppel. Zij beschikten over een AEC Routemaster LWB die zij ombouwden tot een cabriobus (later verkocht aan London Ceremony Bus), en een Bridgemaster. De NV werd opgericht in 1988 en werd vereffend in 2017.